# Witzleben
Witzleben est une commune allemande de l'arrondissement d'Ilm, Land de Thuringe.

## Géographie
Witzleben comprend les villages d'Achelstädt, Ellichleben et Witzleben.
|                       | Osthausen-Wülfershausen |             |
| Bösleben-Wüllersleben | Witzleben               | Kranichfeld |
|                       | Ilmtal                  |             |

## Histoire
Witzleben est mentionné pour la première fois entre 822 et 842 dans un répertoire de dons à l'abbaye de Fulda publié dans le Codex Eberhardi.
Witzleben est le lieu d'origine de la maison du même nom. Le château-fort est aujourd'hui une ruine.
Vers la fin de la Seconde Guerre mondiale, une marche de la mort de prisonniers de Buchenwald traverse le village. Dans le cimetière se trouvent 20 victimes de la SS. Le 11 avril 1945, un bombardement américain tue cinq villageois et un Ukrainien. Sur 300 habitations, 140 sont détruites et 70 abîmées gravement.